# Apotosoma melateles
Apotosoma melateles är en stekelart som beskrevs av Van Achterberg 1984. Apotosoma melateles ingår i släktet Apotosoma och familjen bracksteklar. Inga underarter finns listade i Catalogue of Life.